# Szekszárd
Szekszárd (hrv.: Seksar) je grad u mađarskoj regiji Južno Zadunavlje. Središte je Tolnanske županije. Ono po čemu je Szekszárd poznat u Mađarskoj, je u tome što je to najmanje sjedište neke županije u toj zemlji. Po površini je drugi najmanji, nakon Tatabánye.